# 科热勒河
科热勒河（法語：Cojeul，法語發音：[kɔʒœl]）是法国上法兰西大区加来海峡省的河流，是桑塞河的支流，长26.6千米，发源自比夸，于埃泰尔皮尼流入桑塞河。